# Komisař Maigret
Komisař Maigret, občanským jménem Jules Maigret, je literární postava známá z detektivních knih belgického spisovatele George Simenona Případy komisaře Maigreta. Jde o jeho nejproslulejší a nejznámější literární postavu, která se vyskytuje celkem v jeho pětaosmdesáti literárních dílech.

## Charakteristika
V podstatě jde vždy o geniálního policejního detektiva-kriminalistu, který je obdařen mnoha podivuhodnými osobními vlastnostmi. Především je to jeho velká intuice a předvídavost, velmi dobré logické uvažování, umění klást otázky (znalost lidské psychologie), pozorovací talent a umění naslouchat tomu, co lidé říkají. Ale není to člověk neomylný a má svůj osobitý lidský rozměr, jde také o člověka omylného i chybujícího.
Narodil se  v roce 1887 ve městečku Saint-Fiacre v departementu Allier, kde byl jeho otec správcem na místním zámku. Komisař pracuje na pařížském Zlatnickém nábřeží v budově pařížské policejní prefektury. Nejezdí automobilem, protože nemá řidičský průkaz, ke své dopravě využívá buďto služební vozidlo nebo použije taxi, v případně potřeby jezdí i pařížskou MHD. Nosí typický dlouhý kabát a výrazný klobouk a kouří vždy dýmku. Nemá děti (jediná dcera zemřela v mládí), s manželkou bydlí v domě č. 132 na bulváru Richard-Lenoir v 11. obvodu.

## Filmové adaptace
Poprvé byl Maigretův příběh zfilmován již v roce 1932 (Noc na křižovatce), od té doby byly postupně různými filmovými společnostmi z mnoha zemí světa jakož i mnoha režiséry do filmové podoby převedena téměř všechna literární díla o Maigretovi s tím, že komisařovu postavu ztvárnilo postupně 28 různých zahraničních herců, tím 29. se stal český herec Rudolf Hrušínský, který tuto postavu hrál jak v někdejší Československé televizi tak v Československém rozhlase, 30. hercem v pořadí se stal v roce 1991 Jiří Schwarz v televizním snímku Maigretův první případ.

## Hlavní filmoví představitelé

### Čeští

#### Rudolf Hrušínský
- 1970
  - Obavy komisaře Maigreta (televizní film)

#### Radovan Lukavský
- 1983
  - Vzpurní svědkové (televizní film)

#### Jiří Schwarz
- 1991
  - Maigretův první případ (televizní film) [3]

### Zahraniční

#### Rupert Davies
Celkem 52 příběhů – britský televizní seriál Maigret společnosti BBC vysílaný v letech 1960–1963.
- 1969 – Maigret at Bay

#### Jean Richard
Francouzský televizní seriál Vyšetřování komisaře Maigreta, 88 dílů z let 1967 až 1990 francouzské televizní společnosti ORTF (1. až 26. díl) a Antenne 2 (27. až 88. díl).

#### Jean Gabin
Celkem 3 hrané filmy:
- 1958
  - Maigret klade past (režie: Jean Delannoy)

- 1959
  - Případ komisaře Maigreta (režie: Jean Delannoy)

- 1963
  - Komisař Maigret zuří (režie: Gilles Grangier)

#### Bruno Cremer
Celkem 54 příběhů francouzského televizního seriálu Maigret, 11 dílů nasnímal český kameraman Vladimír Smutný, dva díly režíroval Juraj Herz (Maigret a hlava muže a Maigret klade past).

#### Rowan Atkinson
Zatím 4 díly britského televizního seriálu Maigret:
- 2016
  - Maigret klade past
  - Maigret a případ mrtvého muže
- 2017
  - Maigret a noc na křižovatce
  - Maigret a drahoušek z Montmartru

Gérard Depardieu
Francouzský film Maigret z roku 2022

## Rozhlasové adaptace

### Československo
- režie: Jaroslava Strejčková, Jiří Horčička, komisaře Maigreta hraje Rudolf Hrušínský
  - 1970
    - Maigret a lovec zvuků
    - Maigret a tulák
    - Maigret a stará dáma
    - Maigret a tělo bez hlavy

  - 1971
    - Maigret a případ Nahour
    - Maigretův zloděj
    - Maigret a přístav v mlze

  - 1986
    - Maigret a zbytečné starosti

  - 1990
    - Maigret a Dlouhé bidlo
    - Maigret v lázních

  - 1991
    - Maigret chystá léčku
    - Maigret zuří
    - Maigret a mrtvá dívka

- režie: Jozef Hajdučík, komisaře Maigreta hraje Rudolf Hrušínský
  - 1988
    - U kulaté báby

- režie: Ivan Chrz, komisaře Maigreta hraje Josef Vinklář
  - 1995
    - Maigret a případ Saint-Fiacre

- režie: Ivan Chrz, komisaře Maigreta hraje Josef Somr
  - 1999
    - Maigret a případ Cecilie
    - Maigret a přízrak

- režie: Josef Červinka, komisaře Maigreta hraje Ota Sklenčka
  - 1979
    - Maigretovy Vánoce

## Audioknihy
Od roku 2016 vychází pod vydavatelstvím One hot book série audioknih, ve které hlavní komisaře Maigreta ztvárnil Jan Vlasák
- Maigret a jeho mrtvý (2016)
- Je tu Felicie (2017)
- Noc na křižovatce (2017)
- Maigret v Picratt Baru (2018)
- Maigret v akci (2018)
- Maigret na dovolené (2019)
- Maigret se brání (2019)
- Maigretova trpělivost (2019)
- Maigretův první případ (2020)
- Můj přítel Maigret (2021)
- Maigret a zločin na vsi (2022)
- Maigret váhá (2022)
- Vražda v hotelu Majestic (2024)
- Maigretova gangsterská partie (2024)

## Abecední seznam herců
- Kinya Aikawa (25 příběhů)
- Louis Arbessier (1 příběh – Liberty Bar)
- Rowan Atkinson (4 příběhy – Maigret  (TV minisérie 2016))
- Harry Baur (1 příběh – Dravec)
- Herbert Berghof (1 příběh)
- Romney Brent (1 příběh)
- Kees Brusse (6 příběhů)
- Sergio Castellitto (2 příběhy – La trappola a L'ombra cinese)
- Gino Cervi (17 příběhů)
- Bruno Cremer (54 příběhů)
- Michail Danilov (1 příběh – Megre i čelovjek na skamejke)
- Rupert Davies (52 příběhů – Maigret, TV seriál 1960–1963))
- Gérard Depardieu (1 příběh – Maigret)
- Armen Džigarchanjan (1 příběh - Maigret u ministra)
- Jean Gabin (3 příběhy – Maigret tend un piège, Maigret et l'affaire Saint-Fiacre, Maigret voit rouge)
- Michael Gambon (12 příběhů)
- Richard Harris (1 příběh – Maigret)
- Rudolf Hrušínský (1 příběh – Obavy komisaře Maigreta)
- Jurij Jevsjukov (1 příběh – Založniki stracha)
- Charles Laughton (1 příběh – The Man on the Eiffel Tower)
- Radovan Lukavský (1 příběh – Vzpurní svědkové)
- Maurice Manson (1 příběh – Maigret dirige l'enquête)
- Henri Norbert (4 příběhy)
- Albert Préjean (3 příběhy – Picpus, Cécile est morte!, Les Caves du Majestic)
- Pierre Renoir (1 příběh – Noc na křižovatce)
- Jean Richard (88 příběhů – Les Enquêtes du commissaire Maigret, TV seriál 1967–1990)
- Luis van Rooten (1 příběh – v rámci seriálu Suspense)
- Heinz Rühmann (1 příběh – Největší případ komisaře Maigreta)
- Vladimír Samojlov (1 příběh - Cena golovy)
- Jiří Schwarz (1 příběh – Maigretův první případ)
- Michel Simon (1 příběh – Tři esa)
- Basil Sydney (1 příběh – Maigret and the Lost Life (1959))
- Ljuba Tadić (1 příběh – Afera Saint-Fiacre)
- Abel Tarride (1 příběh – Le Chien jaune)
- Boris Tenin (4 příběhy – Sesilj umerla (1970), Megre i čelovjek na skamejke (1973), Megre i staraja dama (1974), Megre koljebletsja (1982))
- Jan Teulings (12 příběhů, 1967–1969)